# Îles Väder
Les îles Väder (en suédois Väderöarna) forment un archipel situé à 15 km à l'ouest de Fjällbacka, dans la commune de Tanum, sur la côte du Bohuslän, à l'ouest de la Suède. L'archipel compte environ 400 îles et îlots. Il fut habité entre le XVIIIe siècle et 1966, en particulier par les gardiens de phare. De nos jours, l'archipel est un site touristique.
Les îles accueillent d'importantes population d'oiseaux, ce qui leur a valu d'être classées zone importante pour la conservation des oiseaux.